# ジノキサンチン
ジノキサンチン(Dinoxanthin)は、渦鞭毛藻(dinoflagellate)が持つキサントフィルである。抗酸化物質であり、渦鞭毛藻を活性酸素から守っていると考えられている。